# Narragansett (popolazione)
Il popolo dei Narragansett era una tribù di nativi americani di lingua algonchina stanziata nel Rhode Island. Nel 1983 i discendenti dei membri della tribù elencati in un trattato del 1880 furono riconosciuti a livello nazionale come tribù nativa Narragansett del Rhode Island.

## Riserva
Riconosciuta dal governo federale nel 1983, la tribù dei Narragansett controlla la riserva indiana Narragansett, un'area di 7,2 km² a Charlestown (Rhode Island). Secondo il censimento statunitense del 2000 solo una piccola parte della tribù risiede nella riserva o poco lontano. Posseggono anche altro terreno a Westerly.
Nel 1991 i Narragansett acquistarono altri 0,1 km² a Charlestown per la costruzione di nuove case. Nel 1998 chiesero al dipartimento degli Interni di incorporare questa terra nella riserva togliendola dal territorio nazionale. Il caso fu discusso dalla Corte Suprema degli Stati Uniti d'America, dato che lo Stato rifiutava la concessione di nuove terre del demanio secondo l'Indian Reorganization Act del 1934. Al Rhode Island si unirono in questa causa altri 21 stati.
Nel 2009 la Corte Suprema decise che le tribù che avevano ottenuto il riconoscimento federale dopo l'Indian Reorganization Act 1934 non potevano ottenere nuove terre. La decisione fu dovuta a quattro parole contenute nella legge, facenti riferimento alla definizione di "Indiano" come a "tutte le persone di discendenza indiana membri di una tribù riconosciuta in questo momento sotto giurisdizione federale" (now under federal jurisdiction).

## Governo
La tribù è guidata da un consiglio tribale eletto, un capo sachem, un medico ed un cristiano. L'intera popolazione deve approvare le decisioni più importanti.

## Etnonimo e lingua
Il termine Narragansett significa, letteralmente, "(Persone) del Piccolo Punto". Tradizionalmente la tribù era di lingua narragansett, una della famiglia delle lingue algonchine. Il punto a cui si riferisce potrebbe trovarsi su Salt Pond, nello stato di Washington, dove si trova RI Site 110. La lingua divenne morta nel corso dei secoli in cui i Narragansetts vissero all'interno di una società in maggioranza inglese.
La tribù ha iniziato il tentativo di riprendere l'uso dell'antica lingua grazie a libri e manoscritti del XX secolo, ed a nuovi programmi educativi. I Narragansett parlano un "dialetto Y", abbastanza simile ai "dialetti N" di Massachusett e Wampanoag da essere intellegibile. Tra gli altri dialetti Y vi sono quelli di Shinnecock e Pequot parlati dalle tribù stanziate rispettivamente a Long Island e nel Connecticut.
Nel XVII secolo Roger Williams, cofondatore del Rhode Island, ne imparò la lingua, descrivendola nella propria opera del 1643 intitolata A Key Into the Language of America. Williams diede alla tribù il nome di Nanhigganeuck.
L'inglese americano ha assorbito numerose parole di origine narragansett o da lingue simili, come il wampanoag ed il massachusett. Tra queste parole vi sono quahog, moose, papoose, powwow, squash e succotash.

## Storia

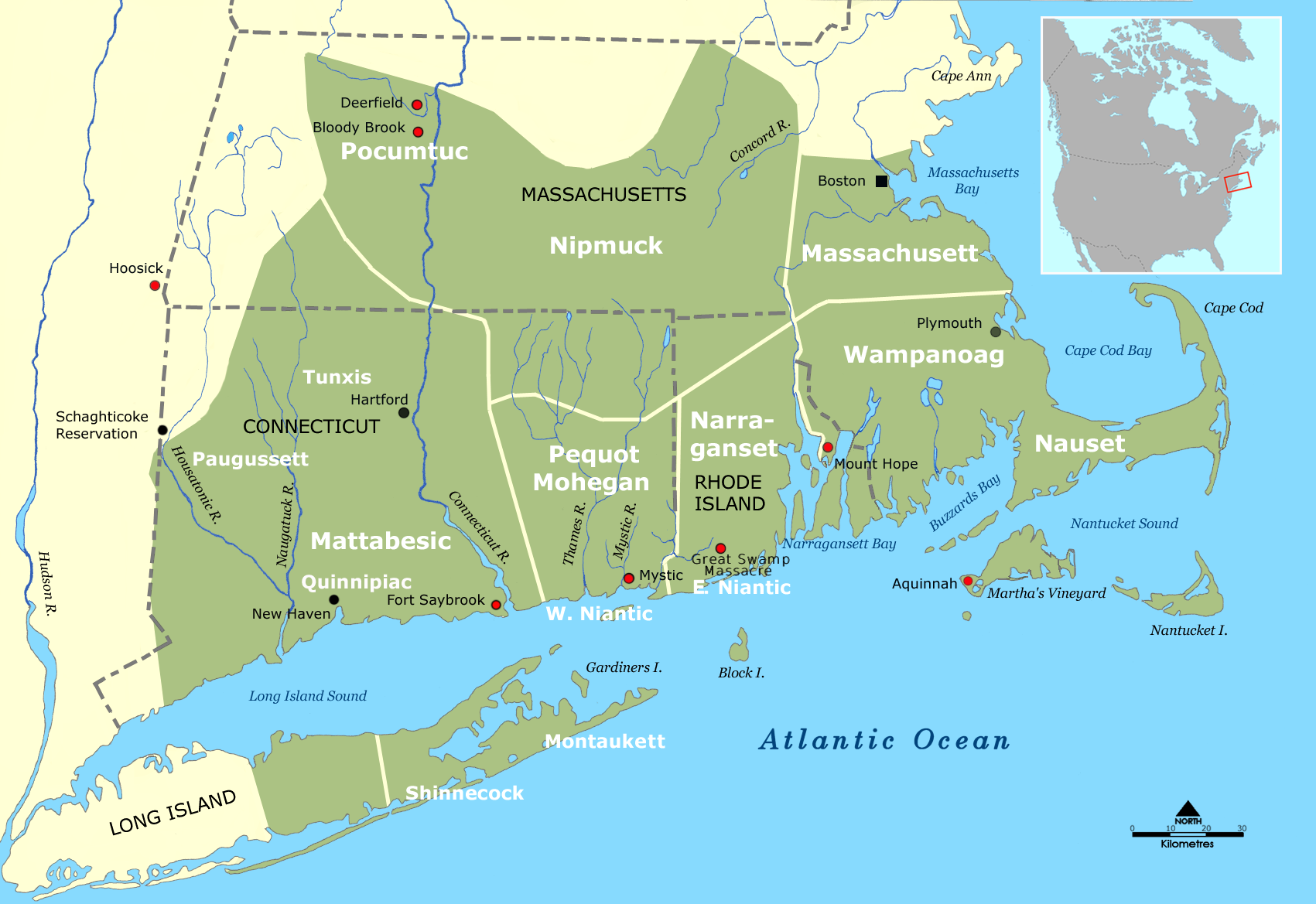
Territorio tribale dei Narragansett attorno al 1600

### Origini
I popoli indigeni vissero in New England per migliaia di anni. In maniera graduale, Narragansett ed altre tribù si svilupparono a partire da culture più antiche. Storicamente i Narragansett furono una delle tribù più importanti del New England, e controllavano la zona ad ovest della baia di Narragansett nell'attuale Rhode Island, oltre a parti di Connecticut e di Massachusetts orientale, dal fiume Providence a nordest al fiume Pawcatuck a sudovest. La cultura Narragansett visse in quella regione per secoli, sviluppando relazioni commerciali in tutta l'area. Il primo contatto con gli europei avvenne nel 1524, quando l'esploratore Giovanni da Verrazzano visitò la baia di Narragansett.

### XVII secolo
Tra il 1616 ed il 1619, le pandemie originate dalle malattie infettive portate dagli europei uccisero migliaia di Algonchini del New England nelle zone costiere a sud dell'attuale Rhode Island. Nel momento in cui gli inglesi iniziarono la colonizzazione del New England nel 1620, i Narragansett erano la tribù nativa più potente nella parte sud della regione, non essendo stati colpiti dalle epidemie. Massasoit dei Wampanoag si alleò con gli inglesi a Plymouth nel tentativo di proteggere i suoi uomini dagli attacchi dei Narragansett.
Nell'autunno del 1621 i Narragansett "regalarono" una pelle di serpente piena di frecce alla neonata colonia inglese di Plymouth. Il dono era in realtà una minaccia. Il governatore di Plymouth, William Bradford, fece riportare indietro la pelle riempita di munizioni. I Narragansett compresero il messaggio e non attaccarono la colonia.
Si erano salvati dall'epidemia che nel 1617 aveva decimato le tribù più a sud lungo la costa. La colonizzazione europea del loro territorio iniziò solo nel 1635, e nel 1636 Roger Williams ne comprò i diritti dai sachem Narragansett. Solo in seguito europei e nativi americani capirono di avere concetti diversi di sfruttamento della terra.
Nel 1636 i sachem (capi) Narragansett Canonicus e Miantonomi vendettero la terra che poi divenne Providence a Roger Williams, capo dei coloni inglesi.
Durante la guerra Pequot del 1637 i Narragansett si allearono con i coloni del New England. La brutalità mostrata dagli inglesi nel massacro di Mystic sconvolse i Narragansett, i quali tornarono a casa disgustati. Dopo aver sconfitto i Pequot gli inglesi consegnarono i prigionieri ai loro alleati. I Narrangansett entrarono in conflitto con i Mohegan per il controllo della terra dei Pequot.
Nel 1643 Miantonomi condusse i Narragansett in un'invasione di quello che oggi è conosciuto come Connecticut orientale. L'obiettivo era quello di sottomettere i Mohegan ed il loro capo Uncas. Miantonomi aveva circa 900-1000 guerrieri. I Narragansett furono sconfitti e Miantonomi fu catturato e giustiziato dal fratello di Uncas. L'anno seguente il nuovo capo militare Narragansett, Pessicus, riprese la guerra contro i Mohegan. Ad ogni successo il numero di alleati dei Narragansett crebbe.
I Mohegan erano sull'orlo della sconfitta quando gli inglesi giunsero a salvarli. Gli inglesi inviarono truppe a difendere la fortezza Mohegan di Shantok. Quando gli inglesi minacciarono di invadere il territorio Narragansett, Canonicus ed il figlio Mixanno firmarono un trattato di pace. La tregua durò 30 anni, ma l'invasione del territorio causato dalla crescente popolazione dei coloni iniziò a minare gli accordi tra nativi e coloni.
Quando i missionari iniziarono a convertire i membri delle tribù molti nativi temettero di perdere le proprie tradizioni venendo assorbiti nella coltura coloniale. La pressione coloniale relativa alle conversioni collise con la resistenza dei nativi all'assimilazione. Nel 1675 John Sassamon, un "indiano pregante" convertito, fu trovato picchiato a morte in uno stagno, e questa vicenda non fu mai chiarita Secondo gli storici Metacomet, il sachem Wampanoag, potrebbe aver ordinato l'esecuzione di Sassamon a causa del suo legame con le autorità coloniali. Tre Wampanoag furono arrestati, condannati ed impiccati per l'omicidio di Sassamon.
In seguito Metacomet dichiarò guerra ai coloni, in quella che gli inglesi chiamarono guerra di Re Filippo. Dopo che Metacomet fuggì al tentativo di catturarlo nella colonia di Plymouth, la rivolta scoppiò tra i Massachusetts ed altre tribù, come ad esempio i Nipmuc, si unirono allo scontro. I nativi americani volevano cacciare gli inglesi dal New England. Portarono con successo assalti agli insediamenti in Massachusetts e Connecticut, ma il Rhode Island fu inizialmente risparmiato dato che i Narragansett rimasero ufficialmente neutrali.
I capi delle Colonie Unite (Massachusetts, Plymouth e Connecticut) accusarono i Narragansett di dare asilo ai rifugiati Wampanoag, ed attaccarono una fortezza palizzata Narragansett nel Rhode Island il 19 dicembre 1675, in una battaglia che divenne nota tra i coloni come grande battaglia della palude. Centinaia di vecchi, donne e bambini Narragansett morirono durante l'attacco e nell'incendio che lo seguì, ma quasi tutti i guerrieri fuggirono. Nel gennaio 1676 il colono inglese Joshua Tefft fu Hanged, drawn and quartered (impiccato, tirato e squartato) presso il castello di Smith a Wickford (Rhode Island). Aveva combattuto a fianco dei Narragansett durante la grande battaglia della palude ed era per questo considerato un traditore.
Gli indiani attuarono ampie ritorsioni a partire dal febbraio del 1676, nelle quali distrussero tutti gli insediamenti inglesi sulla costa occidentale della baia di Narragansett. Incendiarono Providence il 27 marzo 1676, distruggendo tra le altre la casa di Roger Williams. In tutto il New England gli indiani distrussero città, razziando anche i sobborghi di Boston. Nonostante i successi riportati nella campagna condotta contro gli inglesi, alla fine di marzo malattie, fame, battaglie perse e la carenza di polvere da sparo portarono al collasso dei nativi.
Gruppi d'assalto del Connecticut composti da coloni e da indiani alleati, come Pequot e Mohegan, entrarono nel Rhode Island uccidendo molti degli ormai indeboliti Narragansett. Un gruppo misto di Mohegan e Connecticut catturò Canonchet, il capo sachem dei Narragansett, pochi giorni dopo la distruzione di Providence, e lo consegnò alle autorità del Connecticut, le quali lo condannarono alla pena capitale.
Chiese di essere giustiziato da Uncas, capo sachem dei Mohegan. Uncas e due sachem Pequot lo giustiziarono alla maniera indiana. Gli inglesi trattarono Canonchet da traditore, ed il suo corpo fu squartato. Un gruppo misto di Plymouth e Wampanoag diede la caccia a Metacomet. Fu ucciso con un'arma da fuoco da Alderman, che in precedenza lo aveva servito. La guerra terminò nel New England meridionale, anche se in Maine si protrasse per un altro anno.
Dopo la fine della guerra gli inglesi vendettero alcuni sopravvissuti Narragansett come schiavi, e li imbarcarono per i Caraibi. Altri divennero servi nel Rhode Island. I sopravvissuti Narragansett si fusero con le altre tribù locali, in particolare con i Niantic orientali. In epoca coloniale ed in seguito organizzarono matrimoni misti con europei, africani ed afroamericani. Spose e figli furono inseriti nella tribù, permettendo il mantenimento di una identità culturale.

### XVIII secolo
Negli anni 1740, durante il primo grande risveglio, i coloni fondarono la chiesa indiana Narragansett nel tentativo di convertire i nativi al cristianesimo. La chiesa ed i suoi dintorni (12140 m²) furono l'unica proprietà ad essere sempre di proprietà della tribù. Questo piccolo appezzamento di terreno fu fondamentale per dimostrare la continuità tribale quando i Narragansett chiesero il riconoscimento federale, concesso nel 1983.

### XIX secolo
Nel XIX secolo la tribù resistette a ripetuti tentativi dello Stato di eliminare il suo status di tribù per il fatto che i membri erano diventati multi-razziali. Affermarono di aver assorbito altre etnie nel proprio gruppo, e continuarono a definirsi Narragansett.
I capi tribù resistettero all'aumento della pressione legislativa che dopo la guerra di secessione americana richiedeva di "prendere la cittadinanza" statunitense, il che gli avrebbe negato lo status di nativi americani e i privilegi garantiti dai vecchi trattati. Mentre parlava del problema relativo alla legislatura statale, un Narragansett disse che il suo popolo trovava ingiusta l'attuale cittadinanza statunitense. Puntò il dito contro le leggi Jim Crow che limitavano i diritti dei neri nonostante la loro cittadinanza fosse garantita per legge. Si rifiutarono anche di non considerare membri della tribù le persone appartenenti a razze diverse. I Narragansett avevano l'abitudine di includere nuove persone tramite matrimonio, assimilandole culturalmente ai Narragansett, soprattutto per quanto riguardava i figli cresciuti all'interno della tribù.
()
I nativi Narragansett si consideravano "una nazione piuttosto che una razza", e per la precisione una nazione multirazziale. Insistettero sul mantenimento dei diritti in quanto indiani e dei privilegi dei vecchi trattati.
A partire dal 1880-1884 lo Stato continuò ad insistere per cancellarne lo status di tribù. Inizialmente accettarono di trattare per la vendita della propria terra, salvo poi ricredersi cercando di riconquistarla. Nel 1880 lo Stato riconobbe 324 membri della tribù Narragansett che reclamavano la terra durante i negoziati. Nonostante il demanio abbia messo in vendita le terre tribali nel XIX secolo, la tribù non si sciolse ed i suoi membri continuarono a praticare la cultura tradizionale.

### XX secolo

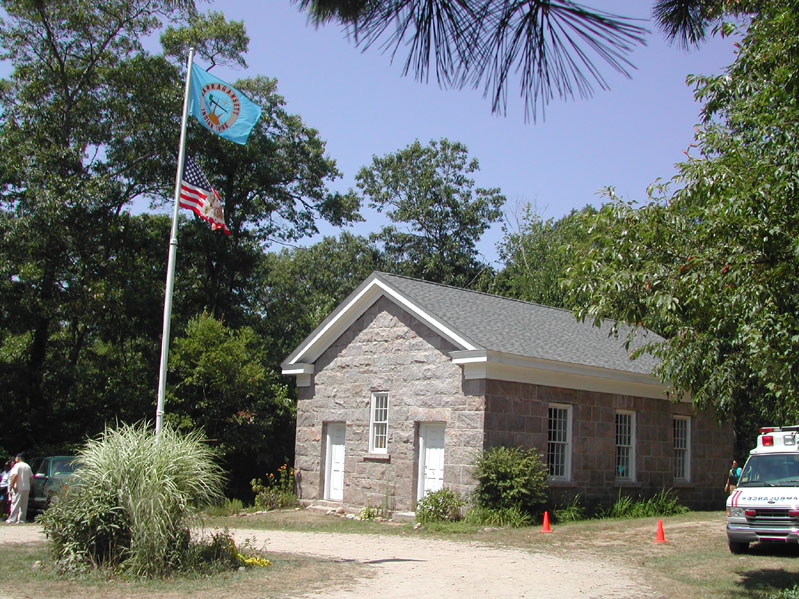
La chiesa indiana Narragansett di Charlestown fu fondata negli anni 1740. Costruita nel 1859, questo edificio sostituì quello raso al suolo da un incendio.

Nonostante avessero perso il controllo di buona parte della loro terra nel corso della detribalizzazione statale del XIX secolo, i Narragansett mantennero un'identità unitaria. La tribù si riunì nel 1900 e nel 1940 costruirono edifici per ospitare le cerimonie.
Alla fine del XX secolo cercarono di avere più controllo sul proprio futuro. Nel 1978 riconquistarono 7,2 km² di terra, e nel 1983 ottennero il riconoscimento federale come tribù. Secondo il censimenti tribale, vi sono attualmente (2014) circa 2400 membri della tribù Narragansett. Come molti altri americani hanno antenati misti, ed una discendenza dai Narragansett, da altre tribù del New England e da europei ed africani.

### Richiesta di terreni
Nel gennaio del 1975 i Narragansett Tribe presentarono un'istanza alla corte federale per riottenere 13 km² della terra che occupavano originariamente nel Rhode Island meridionale, che secondo loro lo Stato avrebbe espropriato in modo illegale nel 1880. L'atto del 1880 approvato dalla Corte Suprema autorizzava lo Stato a negoziare con i 324 membri Narragansett riconosciuti come proprietari della terra.
Nel 1978 i Narragansett firmarono un Joint Memorandum of Understanding (JMOU) con lo stato del Rhode Island, la città di Charlestown e con i proprietari privati delle terre che reclamavano. Un totale di 7,2 km² furono trasferiti ad una corporazione fondata per gestire la terra in vece dei discendenti dei membri elencati nell'atto del 1880, in cambio della promessa della tribù che, esclusa caccia e pesca, le leggi del Rhode Island sarebbero state applicate su quelle terre. I Narragansett non erano ancora stati riconosciuti come tribù.

### Riconoscimento federale

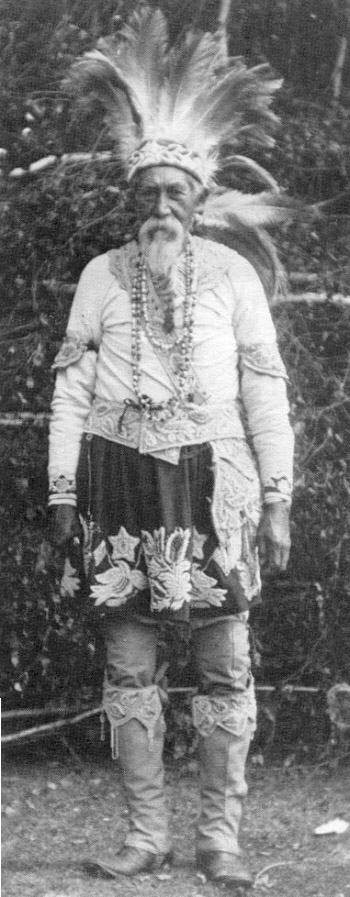
Lester Skeesuk, un Narraganset-Mohegan di Brothertown, Wisconsin, attorno al 1920

La tribù preparò una documentazione esaustiva della propria genealogia per dimostrare la continuità come discendenti dei 324 membri della tribù che apparvero nel trattato del 1880. Nel 1979 la tribù chiese il riconoscimento federale, che fu concesso nel 1983 col nome di "tribù indiana Narragansett del Rhode Island" (nome ufficiale utilizzato dal Bureau of Indian Affairs).

## Storia recente
Stato e tribù non concordarono riguardo ad alcuni diritti della riserva. Il 14 luglio 2003 la polizia statale del Rhode Island entrò in una tabaccheria gestita dalla tribù nella riserva di Charlestown, al culmine di una discussione riguardo al mancato pagamento delle tasse sulla vendita delle sigarette. Nel 2005 la prima corte d'appello dichiarò l'azione della polizia una violazione della sovranità della tribù. Nel 2006 una sentenza della corte d'appello rovesciò la precedente sentenza, affermando che non si trattava di violazione a causa del Joint Memorandum of Agreement del 1978 col quale la tribù aveva accettato le leggi statali.
In una causa separata la tribù accusò la polizia di eccessiva violenza. Un Narragansett si ruppe una gamba durante l'operazione. Il caso fu ritirato nell'estate del 2008.
I Narragansett chiesero all'Assemblea Generale l'apertura di un casino a Rhode Island con un partner, la Caesars Entertainment Corporation. La costituzione del Rhode Island dichiara illegali tutte le lotterie ed i giochi d'azzardo non gestiti dallo Stato. Un emendamento fu presentato per permettere alla tribù di costruire il casino, ma fu cassato dai residenti nel novembre 2006.
La Corte Suprema degli Stati Uniti d'America accettò di discutere la causa Carcieri contro Salazar (2009), un caso per definire i diritti sulla terra dei nativi americani, nell'autunno del 2008, e deliberò in favore del Rhode Island nel febbraio 2009. La sentenza fu portata dallo Stato del Rhode Island davanti al dipartimento degli Interni (DOI) per contrastare il suo acquisto di terra per conto dei nativi americani. Dal momento che questo diritto fu stabilito con l'Indian Reorganization Act del 1934, lo Stato pretese che valesse solo per le tribù riconosciute prima di tale data. In base a quanto stabilito nella legge, la Corte Suprema diede ragione al Rhode Island. L'oggetto della disputa erano 125 452 m² di terra a Charlestown che i Narrangansett avevano acquistato nel 1991. Dopo aver tentato di costruirci edifici, nel 1998 avevano chiesto al DOI di comprarlo per loro conto e togliere la terra da quelle controllate dallo Stato.

## Istituzioni culturali
I Narragansett gestiscono il Tomaquag Indian Memorial Museum di Exeter (Rhode Island), e la scuola Nuweetooun School presso il museo, esclusivamente per i figli dei Narragansett. Organizzano anche annualmente un powwow che si svolge la seconda settimana di agosto nella riserva di Charlestown, Rhode Island. Si tratta di un misto del giorno del ringraziamento e di celebrazione dell'orgoglio Narragansett, nonché del secondo più antico powwow del nordamerica, risalente al 1675.

## Narragansett famosi
- Ellison "Tarzan" Brown (1914–1975), due volte vincitore della maratona di Boston (1936, 1939) e della maratona alle olimpiadi del 1936
- Canonchet (morto nel 1676) capo sachem dei Narragansett
- Canonicus (ca. 1565–1647), capo e diplomatico
- Sonny Dove (1945–1983), giocatore di basket
- George Fayerweather (1802-1869), maniscalco di Kingston (Rhode Island) di origine Narragansett-africana che divenne attivista anti-schiavismo; la moglie Sarah Harris Fayerweather, anch'essa una nera liberata, fu particolarmente attiva nel movimento
- Miantonomoh (ca. 1565–1643), capo, nipote di Canonicus
- Russell Spears (1917–2009), scultore
- John Christian Hopkins (nato nel 1960), giornalista
- Loren Spears professore, scrittore